# 기하 분포
확률론에서 기하 분포(幾何分布, geometric distribution)는 이산 확률 분포의 하나로, 다음 두 가지 정의가 있다.
- 베르누이 시행에서 처음 성공까지 시도한 횟수 X의 분포. 지지집합은 {1, 2, 3...}이다.
- 베르누이 시행에서 처음 성공할 때까지 실패한 횟수 Y=X-1의 분포. 지지집합은 {0, 1, 2, ...}이다.

보통 편의에 따라 둘 중 하나를 선택해 이용하며, 기하 분포를 언급할 때는 어느 정의를 이용하는지 분명히 하는 것이 좋다. 대개의 경우 X의 분포를 가리키는 것이 일반적이다. 
성공확률 p인 베르누이 시행에 대해, k번 시행후 첫 번째 성공을 얻을 확률은 
{\displaystyle \Pr(X=k)=(1-p)^{k-1}\,p\,}
(k = 1, 2, 3, ....)
이다. 
첫 번째 성공까지 시행한 실패의 횟수를 나타내면
{\displaystyle \Pr(Y=k)=(1-p)^{k}\,p\,}
(k=0, 1, 2, ...)
두 경우 모두, 확률의 수열은 기하 수열이다.

## 특징
- 확률 생성 함수는 X와 Y에 대해 각각 다음과 같다.

{\displaystyle {\begin{aligned}G_{X}(s)&={\frac {s\,p}{1-s\,(1-p)}},\\[10pt]G_{Y}(s)&={\frac {p}{1-s\,(1-p)}},\quad |s|<(1-p)^{-1}.\end{aligned}}}
- 대응되는 연속 확률 분포인 지수분포와 마찬가지로, 무기억 분포이다.

## 같이 보기
- 초기하 분포
- 쿠폰 수집 문제